# Elisa Vargaslugo Rangel
Elisa Vargaslugo Rangel (Pachuca, Estado de Hidalgo, 12 de agosto de 1923 - Ciudad de México, 30 de agosto de 2020) fue una historiadora, escritora, investigadora y académica mexicana. Se especializó en la historia del arte particularmente del período virreinal en la Nueva España.

## Estudios
Realizó sus primeros estudios en su ciudad natal en The English School, se trasladó a la Ciudad de México para concluirlos en el Colegio Franco-Inglés y en el Colegio Luis G. León. Ingresó a la Facultad de Filosofía y Letras de la Universidad Nacional Autónoma de México (UNAM) en donde obtuvo la licenciatura y maestría de Historia la cual concluyó en 1963 con la tesis Desarrollo del arte en México. En 1972, obtuvo el doctorado bajo la especialidad en Historia del Arte con la tesis La iglesia de Santa Prisca de Taxco. Fue discípula de Edmundo O'Gorman, Justino Fernández y Francisco de la Maza.En 1954 casó con el historiador de origen español Carlos Bosch García.

## Docencia y académica
Fue profesora de la División de Estudios de Posgrado de la Facultad de Filosofía y Letras de la UNAM, en la Escuela Nacional Preparatoria, en la Escuela Nacional de Artes Plásticas, en el Centro Regional Latinoamericano para la Restauración y Conservación de Bienes Culturales de la Unesco en México, en el Centro de Restauración “Paul Coreman’s”, en la Escuela de Restauración “Manuel del Castillo Negrete”, impartiendo además diversos cursos y conferencias en otras universidades de la República mexicana, Estados Unidos y España. 
Fue investigadora del Instituto de Investigaciones Estéticas de la UNAM desde 1953, y del Sistema Nacional de Investigadores siendo nivel III desde 1987. Fue nombrada miembro correspondiente de la Real Academia de Bellas Artes de Santa Isabel de Hungría de Sevilla en 1988, fue miembro de número del Consejo Internacional de Museos de México (ICOMOS mexicano) de 1976 a 1995.
Fue miembro de número de la Academia Mexicana de la Historia, donde ocupó el sillón 10, desde el 2 de marzo de 1999; su discurso de ingreso versó sobre «El indio como donante de obras pías». Asimismo fue miembro correspondiente de la Academia de Historia y Geografía de Guatemala desde 1999; de la Real Academia Burgense de Historia y Bellas Artes (Institución Fernán González) de Burgos desde 2001. Perteneció al Consejo Externo de Conservación del patrimonio cultural del Instituto Nacional de Antropología e Historia desde 2002 y fue miembro de la Comisión de Arte Sacro de la Arquidiócesis de México desde 2003.

## Premios y distinciones
- Miembro del Seminario de Cultura Mexicana en 1983.
- Investigador Nacional Emérito del Sistema Nacional de Investigadores en 1988.
- Premio Universidad Nacional en investigación de Humanidades por la UNAM en 1994.
- Investigadora emérita del Instituto de Investigaciones Estéticas de la UNAM en 1995.
- Medalla Toltecayotl, por la Universidad Tecnológica Tula-Tepeji del Estado de Hidalgo en 1999.
- Premio Nacional de Ciencias y Artes en el área de Historia, Ciencias Sociales y Filosofía por el Gobierno Federal de México en 2005.
- Medalla Sor Juana Inés de la Cruz, otorgada por la UNAM en 2005.
- Doctorado honoris causa por la Universidad Autónoma del Estado de Hidalgo en 2006.

## Obras publicadas
Ha publicado diversos libros, capítulos, prólogos e introducciones y artículos de investigación para revistas y periódicos, entre los que destacan:
- "Un retablo del siglo XVIII", en Conciencia y autenticidad históricas. Homenaje a Edmundo O'Gorman (1968).
- Las portadas religiosas de México (1969).
- La iglesia de Santa Prisca de Taxco (1974).
- "El convento de santa Rosa de Lima en la ciudad de Puebla", en Retablo barroco a la memoria de Francisco de la Maza (1974).
- "Una bandera del criollismo". en Del arte. Homenaje a Justino Fernández (1974).
- Claustro franciscano de Tlatelolco (1975).
- Historia del arte mexicano, 4 tomos, coordinadora (1982).
- Juan Correa. Su vida y su obra, coautora (1985).
- Portadas churriguerescas de México (1986).
- Un edificio que canta. San Agustín de Querétaro, coautora con José Guadalupe Victoria (1989).
- "Breve panorama del arte novohispano en Oaxaca", en Hechizo de Oaxca (1991).
- Arte y mística del Barroco, coautora y coordinadora (1994).
- Vargaslugo, Elisa (1999). La iglesia de Santa Prisca de Taxco. México: Universidad Autónoma de México. ISBN 9683670032. OCLC 1026090389.
- Vargaslugo, Elisa; Schalkwijk, Bob (1999). Antiguo Colegio de San Ildefonso. México: Antiguo Colegio de San Ildefonso. ISBN 9789685011099. OCLC 970526456.
- Vargaslugo, Elisa (2005). Imágenes de los naturales en el arte de la Nueva España siglos XVI al XVIII. México: Fomento Cultural Banamex. ISBN 9685234507.
- Vargaslugo, Elisa; José, Romero (2017). Reflejos de americanidad. México: Universidad Autónoma de México. ISBN 9786070298882. OCLC 1060575449.
- Vargaslugo, Elisa (2017). Juan Correa. Su vida y su obra. Tomo I. México: Universidad Autónoma de México. ISBN 9786070294822. OCLC 15317205.
- Vargaslugo, Elisa; Ángeles, Pedro; Arroyo, Elsa (2020). Historias de pincel : pintura y retablos del siglo XVI en la Nueva España. México: Universidad Autónoma de México. ISBN 978-607-30-2866-0. OCLC 1406374819.
- Vargaslugo, Elisa; Ángeles, Pedro; Romero, José (2021). Pintores y pintura de la Maravilla Americana. México: Fomento Cultural Banamex. ISBN 978-607-9478-31-5. OCLC 1296047930.